# Anathallis brevipes
Anathallis brevipes är en orkidéart som först beskrevs av Hendrik Charles Focke, och fick sitt nu gällande namn av Alec M. Pridgeon och Mark W. Chase. Anathallis brevipes ingår i släktet Anathallis och familjen orkidéer. Inga underarter finns listade i Catalogue of Life.

## Bildgalleri

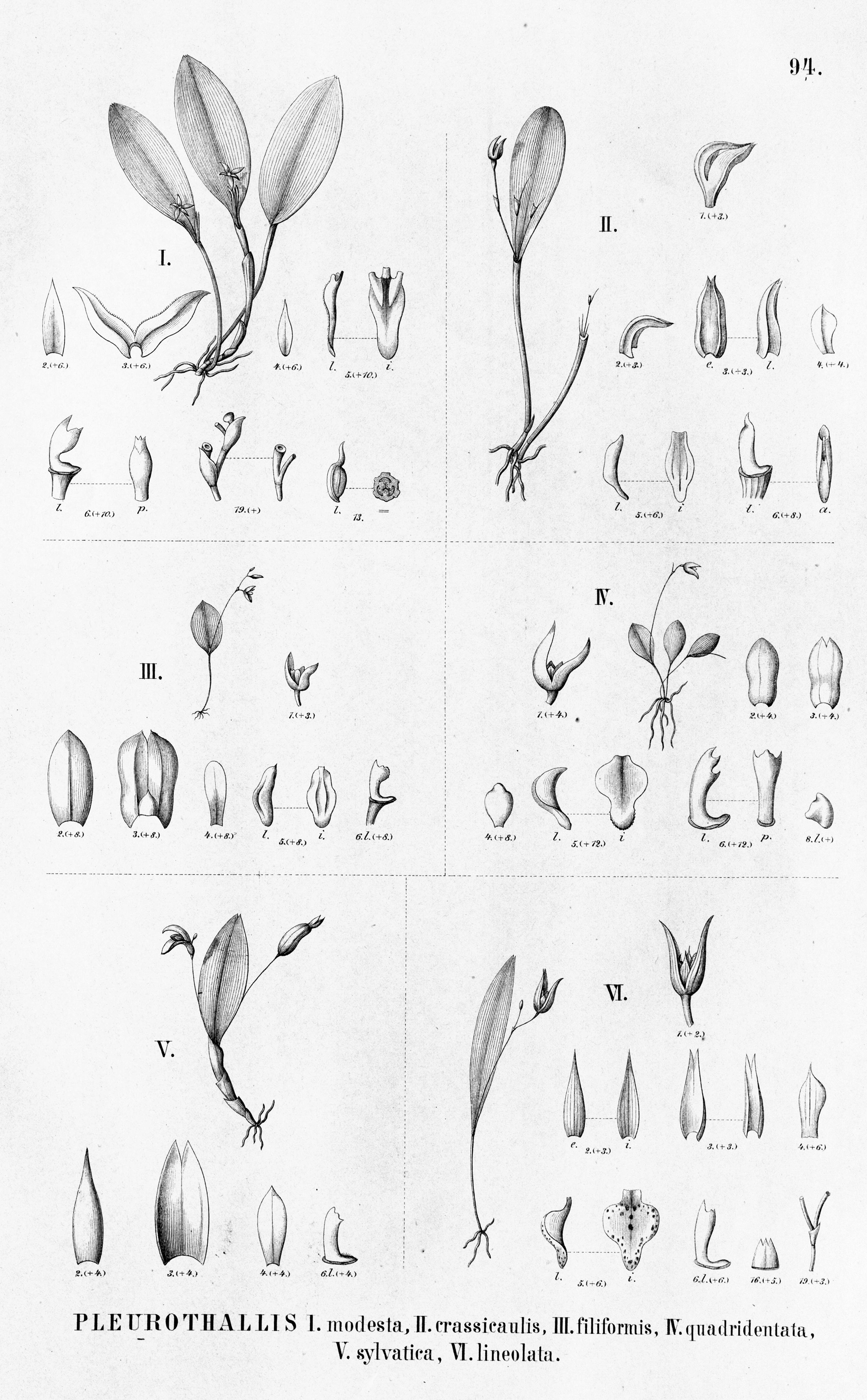
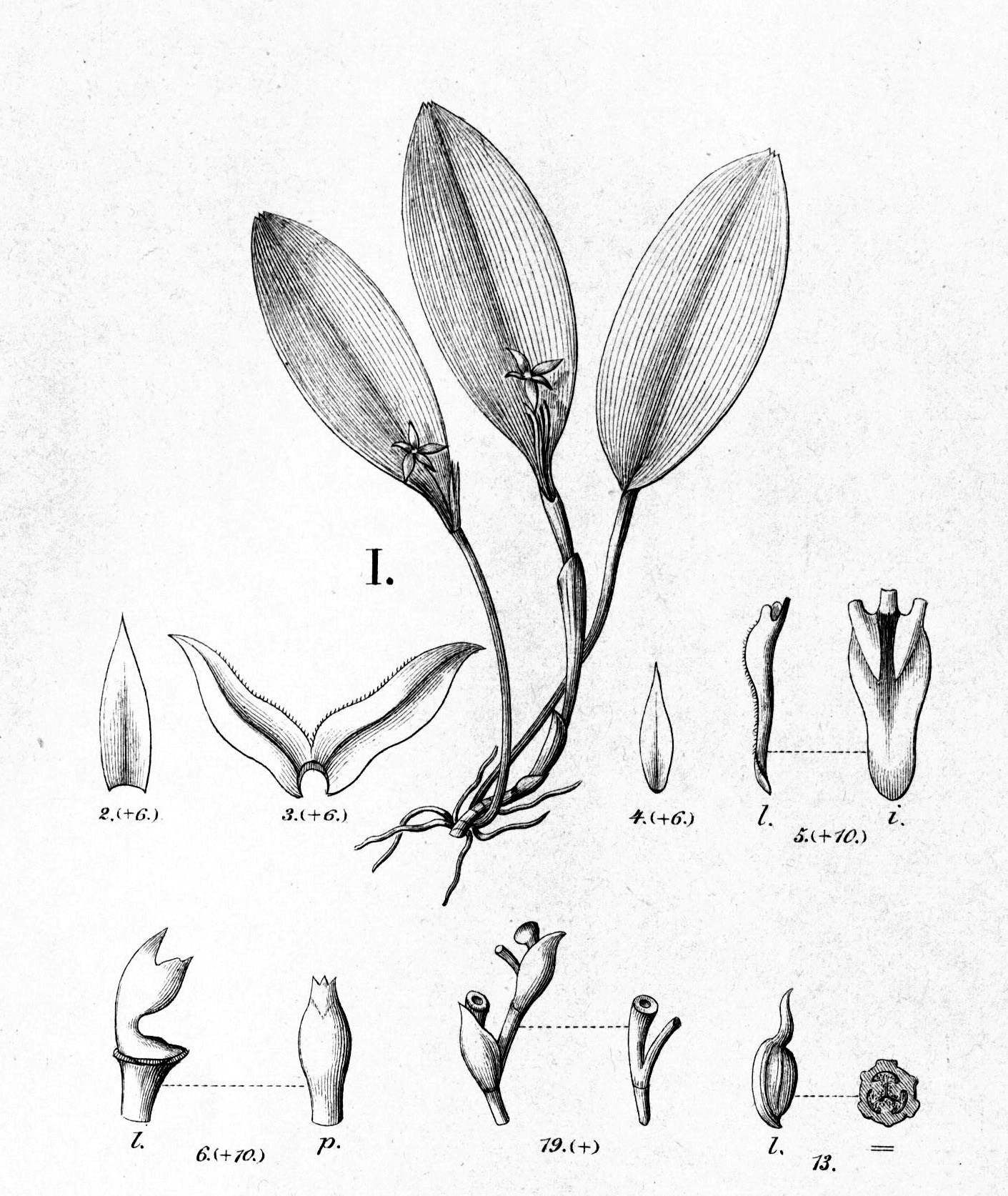